# Brachypelma boehmei
Brachypelma boehmei és una espècie esgarrapa migalomorfa de la família Theraphosidae. És una taràntula que mesura uns 7 cm. Viu en els boscos caducifolis de Mèxic, on cava caus sota roques. El seu opistosoma i els seus fèmurs i tarsos de les extremitats són de color negre. Les ròtules, tèbies i metatarsos, així com l'escut dorsal són de color vermell ataronjat. Les truges llargues de l'opistosoma són de color marró clar. Si se li molesta intenta fugir. Pot llançar les seves truges urticants per defensar-se.